# Ekstraliga słowacka w hokeju na lodzie
Extraliga – najwyższy poziom rozgrywkowy w hokeju na lodzie na Słowacji.

## Historia
Liga powstała po rozpadzie Czechosłowacji w 1993 roku. Własną ligę posiadają od tego czasu również Czechy. Rozgrywki należą do międzynarodowego stowarzyszenia Hockey Europe. Od 2011 rozgrywki funkcjonowały pod nazwą sponsorską Tipsport Extraliga (identyczną nazwę przyjęto dla czeskiej ekstraligi hokejowej). W połowie 2015 rozgrywki zostały przemianowane na Tipsport Liga, a ich dyrektorem został Richard Lintner.
Liga zmieniała kilkakrotnie nazwę w związku z rotacją sponsorów tytularnych rozgrywek.
- 1993–1998 Extraliga
- 1998–2001 West Extraliga
- 2001–2002 Boss Extraliga
- 2002–2005 ST Extraliga
- 2005–2007 T-Com Extraliga
- 2007–2011 Slovnaft Extraliga
- 2011–2015 Tipsport extraliga
- 2015–2020 Tipsport Liga
- 2020– Tipos extraliga

## Edycje
| Rok  | I miejsce                                                            | II miejsce                                                           | III miejsce                                                          | Sezon zasadniczy          |
| ---- | -------------------------------------------------------------------- | -------------------------------------------------------------------- | -------------------------------------------------------------------- | ------------------------- |
| 1994 | HK Dukla Trenczyn                                                    | HC Koszyce                                                           | Martimex ZTS Martin                                                  | HK Dukla Trenczyn         |
| 1995 | HC Koszyce                                                           | HK Dukla Trenczyn                                                    | Slovan Bratysława                                                    | HK Dukla Trenczyn         |
| 1996 | HC Koszyce                                                           | HK Dukla Trenczyn                                                    | Slovan Harvard Bratysława                                            | HC Koszyce                |
| 1997 | HC Dukla Trenczyn                                                    | HC Koszyce                                                           | ŠKP PS Poprad                                                        | HC Dukla Trenczyn         |
| 1998 | Slovan Bratysława                                                    | HC Koszyce                                                           | HC ŠKP Poprad                                                        | Slovan Bratysława         |
| 1999 | HC Koszyce                                                           | Slovan Harvard Bratysława                                            | HK 36 Skalica                                                        | Slovan Harvard Bratysława |
| 2000 | Slovan Bratysława                                                    | HKm Zvolen                                                           | HC Dukla Trenczyn                                                    | Slovan Harvard Bratysława |
| 2001 | HKm Zvolen                                                           | HK Dukla Trenczyn                                                    | Slovan Harvard Bratysława                                            | HKm Zvolen                |
| 2002 | Slovan Slovnaft Bratysława                                           | HKm Zvolen                                                           | HC Koszyce                                                           | HKm Zvolen                |
| 2003 | Slovan Slovnaft Bratysława                                           | HC Koszyce                                                           | HKm Zvolen                                                           | Slovan Bratysława         |
| 2004 | HK Dukla Trenczyn                                                    | HKm Zvolen                                                           | Slovan Slovnaft Bratysława                                           | HK Dukla Trenczyn         |
| 2005 | Slovan Slovnaft Bratysława                                           | HKm Zvolen                                                           | HK Dukla Trenczyn                                                    | HKm Zvolen                |
| 2006 | MsHK Žilina                                                          | HK Tatravagónka ŠKP Poprad                                           | HK Dynamax Nitra                                                     | HK Dynamax Nitra          |
| 2007 | Slovan Bratysława                                                    | HK Dukla Trenczyn                                                    | HC Koszyce                                                           | HC Koszyce                |
| 2008 | Slovan Bratysława                                                    | HC Koszyce                                                           | HK 36 Skalica                                                        | Slovan Bratysława         |
| 2009 | HC Koszyce                                                           | HK 36 Skalica                                                        | Slovan Bratysława                                                    | HC Koszyce                |
| 2010 | HC Koszyce                                                           | Slovan Bratysława                                                    | MHC Martin                                                           | Slovan Bratysława         |
| 2011 | HC Koszyce                                                           | HK Poprad                                                            | HC 05 Banská Bystrica                                                | HC Koszyce                |
| 2012 | Slovan Bratysława                                                    | HC Koszyce                                                           | HK Dukla Trenczyn                                                    | HC Koszyce                |
| 2013 | HKm Zvolen                                                           | HC Koszyce                                                           | HK Nitra                                                             | HKm Zvolen                |
| 2014 | HC Koszyce                                                           | HK Nitra                                                             | HC 05 Banská Bystrica                                                | HC Koszyce                |
| 2015 | HC Koszyce                                                           | HC 05 Banská Bystrica                                                | HK Nitra                                                             | HC Koszyce                |
| 2016 | HK Nitra                                                             | HC 05 Banská Bystrica                                                | HC Koszyce                                                           | HC Koszyce                |
| 2017 | HC 05 Banská Bystrica                                                | HK Nitra                                                             | MsHK Žilina                                                          | HC 05 Banská Bystrica     |
| 2018 | HC 05 Banská Bystrica                                                | HK Dukla Trenczyn                                                    | HK Nitra                                                             | HK Nitra                  |
| 2019 | HC 05 Banská Bystrica                                                | HK Nitra                                                             | HKm Zvolen                                                           | HC 05 Banská Bystrica     |
| 2020 | Sezon niedokończony wskutek pandemii COVID-19. Medali nie przyznano. | Sezon niedokończony wskutek pandemii COVID-19. Medali nie przyznano. | Sezon niedokończony wskutek pandemii COVID-19. Medali nie przyznano. | HC 05 Banská Bystrica     |
| 2021 | HKm Zvolen                                                           | HK Poprad                                                            | HK Dukla Michalovce                                                  | HKm Zvolen                |
| 2022 | Slovan Bratysława                                                    | HK Nitra                                                             | HKm Zvolen                                                           | Slovan Bratysława         |

## Organizacja
Do sezonu 2009/2010 w lidze grało 13 zespołów zawodowych, w tym juniorska reprezentacja Słowacji U-20 (w ekstralidze występuje od sezonu 2007/2008), która w rozgrywkach ma status specjalny - nie może uczestniczyć w fazie play-off). W tej fazie bierze udział pierwszych 8 zespołów po sezonie zasadniczym). Po sezonie zdegradowano do 1. ligi dwa kluby (Liptowski Mikułasz i Spiska Nowa Wieś).
Od sezonu 2010/2011 liczba drużyn została pomniejszona do 11 klubów - 10 zawodowych oraz Słowacja U-20. Po sezonie 2011/2012 ligę opuścił Slovan Bratysława, który złożył akces do międzynarodowych rozgrywek KHL. W jego miejsce przyjęto ŠHK 37 Piešťany z 1. ligi. Przed sezonem 2017/2018 licencji nie otrzymał dotychczasowy uczestnik ekstraligi, MHC Martin.
W czerwcu 2018 do Tipsport Ligi przyjęto dwa zespoły węgierskie: DVTK Jegesmedvék i MAC Budapeszt. Drugi z nich występował do sezonu 2019/2020.
Pod koniec maja 2019 Slovan Bratysława został ponownie przyjęty przez słowacką federację hokeja na lodzie (SZĽH) do rodzimych rozgrywek Tiposport Ligi.